# Martin von Braga

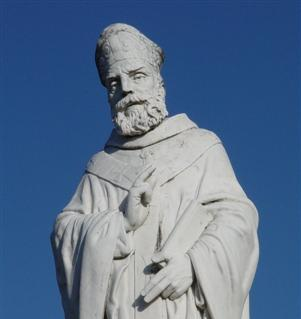
Martinfigur in Braga, Portugal

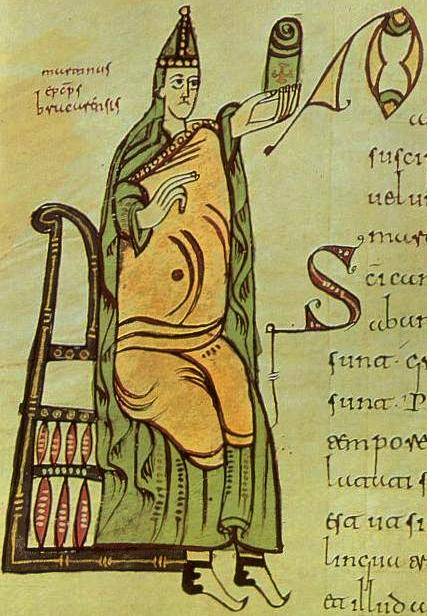
Bild Martins aus dem 10. Jahrhundert

Martin von Braga (auch Martin von Dumium (Dume), lateinisch Martinus Bracarensis; * um 515 in Pannonien; † um 580) war ein Bischof, der wesentlich zur Christianisierung der Sueben des Suebenreiches in Gallaecia im Nordwesten der Iberischen Halbinsel beitrug. Martin von Braga ist ein katholischer Heiliger, sein Festtag ist der 20. März.
Er unternahm eine Pilgerreise ins Heilige Land und wurde dort Mönch. Hier traf er auf Pilger, die ihn überredeten, mit ihnen auf die Iberische Halbinsel zu gehen, um die dortigen Sueben zu missionieren, die entweder Heiden oder Arianer waren. Um 550 kam er nach Gallaecia, wo er in Dumium (dem heutigen Dume) bei Braga ein Kloster gründete, dessen Abt er wurde. Später war dieses Kloster eng mit der suebischen königlichen Familie verbunden. Martin organisierte es nach dem Vorbild Martins von Tours, den er verehrte. Als der Suebenkönig Chararich (550–559) zum Katholizismus übertrat, wurde Dumium Bischofssitz. Es hatte jedoch kein eigenes Territorium, sondern lag in der Diözese von Braga. Später gründete Martin zahlreiche weitere Klöster.
556 wurde Martin Bischof von Dumio, 562 Bischof von Braga. Er gilt als Apostel der Sueben, die er – allen voran König Ariamir – vom arianischen Glauben zum Katholizismus bekehrte. Martin nahm am ersten Konzil von Braga (561) teil und leitete das zweite Konzil von Braga (572).
Gregor von Tours lobte ihn als den gelehrtesten seiner Zeitgenossen. Für missionarische Zwecke schrieb er für Bischof Polemius von Astorga die Predigt De correctione rusticorum. Er schrieb die Epistola de trina mersione, die ein wichtiges Zeugnis für die Geschichte der spanischen Taufliturgie bilden. Aus dem Griechischen übersetzte er für das Klosterleben eine Apophtegmata-Sammlung (Sententiae patrum Aegyptiorum). Eine ähnliche Sammlung ließ er durch den Mönch Paschasius von Dumium übertragen. Für das praktische kirchliche Leben stellte er die Capitula Martini zusammen, eine Sammlung von Kanones diverser Konzilien in Byzanz, Africa und Spanien. Dem Suebenkönig Miro, den er auch beriet, widmete er die Schrift Formulae vitae honestae.